# Lithops divergens
Lithops divergens är en isörtsväxtart som beskrevs av L. Bol. Lithops divergens ingår i släktet Lithops och familjen isörtsväxter. Inga underarter finns listade i Catalogue of Life.